# Peggy Lee
Peggy Lee (født Norma Deloris Engstrom; 26. maj 1920, død 21. januar 2002) var en amerikansk sanger, skuespiller og radiovært.
Hun var nomineret til en Grammy Award tolv gange og vandt den for bedste kvindelige sangpræstation med Is That All There Is? I 1969. I 1995 modtog hun Lifetime Achievement Award fra The Recording Academy. Som skuespiller blev hun nomineret til Oscar for sin præstation i Pete Kelly's Blues fra 1955.

## Opvækst
Hendes bedsteforældre var henholdsvis norske og svenske indvandrere. Hun det syvende barn af en søskendeflok på otte til Marvin Olof Egstrom, en kontrollør for Midland Continental Railroad og hustruen Selma Amelia (født Anderson) Egstrom. Familien var luthersk-evangelister. Faren var svensk-amerikansk og moren norsk-amerikansk. Efter at moderen døde, da Peggy var fire år gammel, giftede faren sig med Min Schaumber.
Peggy Lee hørte som ung Count Basie Orchestra på radioen og lærte på egen hånd at synge. I Fargo, hvor hun boede med familien, sang hun fjorten-årige i radiostationen WDay.

## Karrierer

### Musik
I 1937 drog hun til Los Angeles for første gang, men efter kun en forestilling vendte hun tilbage til Fargo. I 1939 begyndte hun at synge i Will Osborns orkester og spillede også i regionale bands i Minneapolis og St. Louis. I 1941 sang hun på hotellet Ambassador West i vokalgruppen The Four of Us.
Da Benny Goodmans orkester var på toppen af deres popularitet i 1941, begyndte hun at synge og turnere rundt med dem i hele USA i to år. I juli 1942 optog hun sit første hit Why Don't You Do Right?, som solgte mere end 1 million eksemplarer og gjorde hende berømt. Hun var berømt for sin "bløde og coole" måde at synge på, der er noget hun ofte dedikerede til de støjende natklubber. I marts 1943 blev hun gift guitaristen i Goodmans orkester, Dave Barbour.
I 1944 skrev hun pladekontrakt med Capitol Records og hun sang en lang række hits; ofte med tekst og musik af Lee og Barbour. Hendes mest berømte indspilninger er sandsynligvis coverversionerne, hvor hun også skrev teksterne, som eksempelvis Fever, der oprindeligt var skrevet af Little Willie John, samt sin version af Jerry Leiber og Mike Stollers komposition That All There. Hendes samarbejde med pladeselskabet varede i 30 år; hun dog gik over til Decca Records i perioden 1952-57. Hun eksperimenterede med latinamerikanske rytmer og indspillede den værdsatte Latin-la-Lee for Capitol Records i 1960.

### Film
Hun var især kendt for sine sange til Walt Disneys Lady og Vagabonden, hvor hun spillede rollen som showkatten Peggy og sang He's a Tramp.
Peggy Lee medvirkede også en række film, herunder genindspilningen af Jazzsangeren fra 1953 (originalen er fra 1927) og Pete Kelly's Blues fra 1955, hvor hun spillede en alkoholisk og deprimeret sanger. For sin præstation i denne rolle blev hun nomineret til en Oscar for bedste kvindelige birolle.

## Sange på de amerikanske hitlister

### Columbia-årene med Benny Goodman
- I Got It Bad and That Ain’t Good
- Winter Weather (duett med Art Lund)
- Blues in the Night
- Somebody Else Is Taking My Place
- My Little Cousin
- We’ll Meet Again
- Full Moon (Noche de Luna)
- The Way You Look Tonight
- Why Don’t You Do Right?

### Første Capitol-periode
- Waitin’ for the Train to Come In
- I’m Glad I Waited for You
- I Don’t Know Enough About You
- Linger in My Arms a Little Longer, Baby
- It’s All Over Now
- It’s a Good Day
- Everything’s Moving Too Fast
- Chi-baba, Chi-baba
- Golden Earrings
- I’ll Dance at Your Wedding
- Mañana
- All Dressed Up with a Broken Heart
- For Every Man There’s a Woman
- Laroo, Laroo, Lili Bolero
- Talking to Myself About You
- Don’t Smoke in Bed
- Caramba! It’s the Samba!
- Baby, Don’t Be Mad at Me
- Somebody Else Is Taking My Place
- Bubble Loo, Bubble Loo
- Blum Blum, I Wonder Who I Am
- Similau (See-Me-Lo)
- Bali Ha’i
- Riders in the Sky
- The Old Master Painter, duet med Mel Tormé
- Show Me the Way to Get Out of This World
- (When I Dance with You) I Get Ideas

### Decca-periode
- Be Anything (But Be Mine)
- Lover
- Watermelon Weather
- Just One of Those Things
- River, River
- Who’s Gonna Pay the Check?
- Baubles, Bangles and Beads
- Where Can I Go Without You?
- Let Me Go, Lover
- Mr. Wonderful
- Joey, Joey, Joey

### Anden Capitol-periode
- Fever
- Light of Love
- Sweetheart
- Alright, Okay, You Win
- My Man
- Hallelujah, I Love Him So
- I'm a Woman
- Pass Me By
- Free Spirits
- Big Spender
- That Man
- You’ve Got Possibilities
- So What’s New
- Walking Happy
- I Feel It
- Spinning Wheel
- Is That All There Is?
- Whistle for Happiness
- Love Story
- You’ll Remember Me
- One More Ride on the Merry-Go-Round
- Love Song
- Let’s Love

## Filmografi (udvalg)
- Vi mødes på Broadway (cameo) - 1943
- Midnight Serenade (Kortfilm) – 1947
- Jazzsangeren – 1953
- Pete Kelly’s Blues - 1955
- Lady og Vagabonden (stemme) - 1955